# Modena Calcio 1942-1943
Questa voce raccoglie le informazioni riguardanti il Modena Calcio nelle competizioni ufficiali della stagione 1942-1943.

## Stagione
Nella stagione di guerra 1942-1943, quattordicesima stagione di Serie B, il Modena vince il torneo con 45 punti e sale in Serie A con il Brescia secondo a 43 punti, mentre terzo è giunto il Napoli a 41 punti. Si è trattato di una competizione avversata dall'intensificarsi delle ostilità belliche, infatti nel girone di ritorno, la Federazione ha dovuto escludere il Palermo, annullandone i risultati delle 24 gare che era riuscito a disputare, con influenze di classifica, il più penalizzato è stato lo Spezia, che ha perso 4 punti conquistati sul campo contro i siciliani. Nell'appassionante finale, il Modena è riuscito a fermare la marcia del Brescia (3-1), ma lo sprint finale con il Napoli è durato fino al novantesimo minuto dell'ultima gara, vinta dai canarini (0-1) allo Stadio Partenopeo, con una rete realizzata all'ultimo respiro. Nella Coppa Italia nel primo turno il Modena supera (2-0) l'Alessandria, mentre nel secondo turno subisce un pesante (0-4) dal Bologna.

## Rosa
| N. |                    | Ruolo | Calciatore          |
| -- | ------------------ | ----- | ------------------- |
|    | Italia (bandiera)  | C     | Giuseppe Arezzi     |
|    | Uruguay (bandiera) | A     | Raúl Banfi          |
|    | Italia (bandiera)  | D     | Renato Braglia      |
|    | Italia (bandiera)  | C     | Spartaco Bulgarelli |
|    | Italia (bandiera)  | A     | Giovanni Busoni     |
|    | Italia (bandiera)  | D     | Alberto Eliani      |
|    | Italia (bandiera)  | C     | Astro Galli         |
|    | Italia (bandiera)  | P     | Satiro Lusetti      |
|    | Italia (bandiera)  | C     | Mario Magotti       |
|    | Italia (bandiera)  | C     | Ermando Malinverni  |

| N. |                   | Ruolo | Calciatore        |
| -- | ----------------- | ----- | ----------------- |
|    | Italia (bandiera) | C     | Maino Neri        |
|    | Italia (bandiera) | D     | Luciano Nicolini  |
|    | Italia (bandiera) | A     | Valeriano Ottino  |
|    | Italia (bandiera) | D     | Leandro Remondini |
|    | Italia (bandiera) | C     | Luciano Robotti   |
|    | Italia (bandiera) | C     | Luigi Uneddu      |
|    | Italia (bandiera) | D     | Gaetano Vellani   |
|    | Italia (bandiera) | P     | Ettore Zini       |
|    | Italia (bandiera) | A     | Otello Zironi     |

## Risultati

### Serie B

#### Girone di andata
| Arbitro: | Buratti (Milano) |

|             |           |            |
| Vellani 90’ | Marcatori | 34’ Tossio |

| Arbitro: | Carpani (Milano) |

|                        |           |  |
| Barberis 22’ Baira 30’ | Marcatori |  |

| Arbitro: | Bellè (Venezia) |

|                      |           |  |
| Zironi 1’ Ottino 20’ | Marcatori |  |

| Arbitro: | Carpani (Milano) |

|                                  |           |  |
| Faccenda 5’ (rig.), 11’ Vigo 71’ | Marcatori |  |

| Arbitro: | Gamba (Napoli) |

|                                                    |           |             |
| Banfi 9’, 48’ Zironi 15’ Bulgarelli 42’ Ottino 88’ | Marcatori | 61’ Ventura |

| Arbitro: | Bertolio (Torino) |

|                                                   |           |                |
| Zanini 4’ Ghiglione 35’ Fumagalli 40’, 79’ (rig.) | Marcatori | 15’ Bulgarelli |

| Arbitro: | Francini (Viareggio) |

|                            |           |  |
| Zironi 56’, 88’ Uneddu 62’ | Marcatori |  |

| Udine 22 novembre 1942 8ª giornata | Udinese          | 0 – 0 referto | Modena | Stadio Moretti\| Arbitro: \| Buratti (Milano) \| |
| Arbitro:                           | Buratti (Milano) |               |        |                                                  |

| Arbitro: | Altomare (Taranto) |

|                                                  |           |                       |
| Ottino 19’ Banfi 37’, 40’ Magotti 71’ Zironi 87’ | Marcatori | 25’ (rig.), 28’ Polak |

| Arbitro: | Scotti (Taranto) |

|            |           |  |
| Dugini 14’ | Marcatori |  |

| Arbitro: | Panciatici (La Spezia) |

|                                              |           |                   |
| Ottino 5’ Banfi 7’, 20’, 37’ Zironi 30’, 58’ | Marcatori | 23’, 88’ Gallanti |

| Arbitro: | Bellè (Venezia) |

|               |           |          |
| Giovannini 9’ | Marcatori | 8’ Banfi |

| Arbitro: | Cipriani (Milano) |

|                              |           |  |
| Zironi 53’ Ottino 80’ (rig.) | Marcatori |  |

| Arbitro: | Buratti (Milano) |

|                 |           |           |
| Gordini 7’, 39’ | Marcatori | 20’ Banfi |

| Arbitro: | Goracci (Firenze) |

|            |           |            |
| Zironi 88’ | Marcatori | 38’ Romani |

| Arbitro: | Francini (Viareggio) |

|                |           |                |
| Re Dionigi 72’ | Marcatori | 10’, 43’ Banfi |

| Arbitro: | Silvano (Torino) |

|                                      |           |  |
| Remondini 47’ (rig.) Eliani 73’, 90’ | Marcatori |  |

#### Girone di ritorno
| Arbitro: | Tassini (Verona) |

|           |           |                      |
| Fibbi 49’ | Marcatori | 24’, 68’, 77’ Zironi |

| Arbitro: | Curradi (Firenze) |

|                                     |           |           |
| Zironi 6’ Banfi 59’ Eliani 80’, 85’ | Marcatori | 87’ Villa |

| Busto Arsizio 14 febbraio 1943 20ª giornata | Pro Patria     | 0 – 0 | Modena | Stadio Carlo Speroni\| Arbitro: \| Neri (Vicenza) \| |
| Arbitro:                                    | Neri (Vicenza) |       |        |                                                      |

| Arbitro: | Tassini (Verona) |

|                           |           |  |
| Zironi 43’, 80’ Galli 45’ | Marcatori |  |

| Pescara 28 febbraio 1943 22ª giornata | Pescara          | 0 – 0 referto | Modena | Stadio Rampigna\| Arbitro: \| Camiolo (Milano) \| |
| Arbitro:                              | Camiolo (Milano) |               |        |                                                   |

| Arbitro: | Marini (Monfalcone) |

|                           |           |          |
| Banfi 25’, 59’ Zironi 32’ | Marcatori | 81’ Dodi |

| Cremona 14 marzo 1943 24ª giornata | Cremonese         | 0 – 0 referto | Modena | Polisportivo Roberto Farinacci\| Arbitro: \| Curradi (Firenze) \| |
| Arbitro:                           | Curradi (Firenze) |               |        |                                                                   |

| Arbitro: | Canavesio (Torino) |

|                           |           |  |
| Busoni 5’, 39’ Eliani 44’ | Marcatori |  |

| Arbitro: | Buratti (Milano) |

|                       |           |                                             |
| Pellegatta 75’ (rig.) | Marcatori | 5’ Busoni 36’ Robotti 44’ Ottino 81’ Zironi |

| Arbitro: | Dellarole (Roma) |

|                                 |           |  |
| Busoni Eliani Bonino 65’ (aut.) | Marcatori |  |

| Arbitro: | Mattea (Torino) |

|              |           |                      |
| Gallanti 72’ | Marcatori | 7’ Eliani 28’ Zironi |

| Arbitro: | Venutti (Trieste) |

|         |           |                  |
| Neri 3’ | Marcatori | 20’, 25’ Carraro |

| Arbitro: | Bertolio (Torino) |

|  |           |                          |
|  | Marcatori | 33’ Bulgarelli 69’ Banfi |

| Arbitro: | Coletti (Treviso) |

|                                       |           |                   |
| Robotti 19’ Bulgarelli 49’ Zironi 74’ | Marcatori | 47’, 84’ Costanzo |

| Arbitro: | Fois (Roma) |

|           |           |  |
| Ratti 86’ | Marcatori |  |

| Arbitro: | Fois (Roma) |

|                                     |           |               |
| Zironi 6’ Eliani 10’ Bulgarelli 44’ | Marcatori | 72’ B. Arcari |

| Arbitro: | Biancone (Roma) |

|  |           |            |
|  | Marcatori | 90’ Eliani |

### Coppa Italia
| Arbitro: | Curradi (Firenze) |

|                  |           |  |
| Cristina 7’, 39’ | Marcatori |  |

| Arbitro: | Dellarole (Roma) |

|  |           |                                     |
|  | Marcatori | 11’, 43’, 64’ Biavati 34’ Puricelli |